# 10.º distrito congresional de Washington
El 10.º distrito congresional es un distrito congresional que elige a un Representante para la Cámara de Representantes de los Estados Unidos por el estado de Washington.  Actualmente el distrito está representado por el Demócrata Dennis Heck. El distrito fue creado a partir del censo de los Estados Unidos de 2010 y empezó a funcionar en el 113.º Congreso.

## Geografía
El 10.º distrito congresional se encuentra ubicado en las coordenadas 47°02′16″N 122°54′03″O / 47.03764, -122.900733.